# Franz Hengsbach
Franz Hengsbach, né le 10 septembre 1910 à Velmede en province de Westphalie (royaume de Prusse) et décédé le 24 juin 1991 à Essen, est un cardinal allemand, évêque d'Essen de 1958 à 1991.

## Biographie
Franz Hengsbach est ordonné prêtre le 13 mars 1937 pour l'archidiocèse de Paderborn. 
Nommé évêque auxiliaire de Paderborn avec le titre d'évêque in partibus de Cantanus (de) le 20 août 1953, il est consacré le 29 septembre suivant par le cardinal Lorenz Jäger.
Le 18 novembre 1957, il est nommé évêque d'Essen où il est installé le 1er janvier 1958.
En outre, le 10 octobre 1961, il est nommé évêque pour les militaires allemands, charge qu'il conserve jusqu'au 22 mai 1978.
Il se retire de sa charge d'évêque d'Essen le 21 février 1991, quelques mois avant sa mort. Il a alors 80 ans.
Jean-Paul II le crée cardinal le 28 juin 1988 avec le titre de cardinal-prêtre de Nostra Signora di Guadalupe a Monte Mario.

## Succession apostolique
Franz Hengsbach a ordonné les évêques suivants :
- Évêque Julius Angerhausen (de) (1959)
- Évêque João Batista Przyklenk (pt), M.S.F. (1962)
- Évêque Heinrich Rüth (de), C.S.Sp. (1966)
- Évêque Wolfgang Große (de) (1968)
- Évêque Franz Grave (de) (1988)